# Feldwache

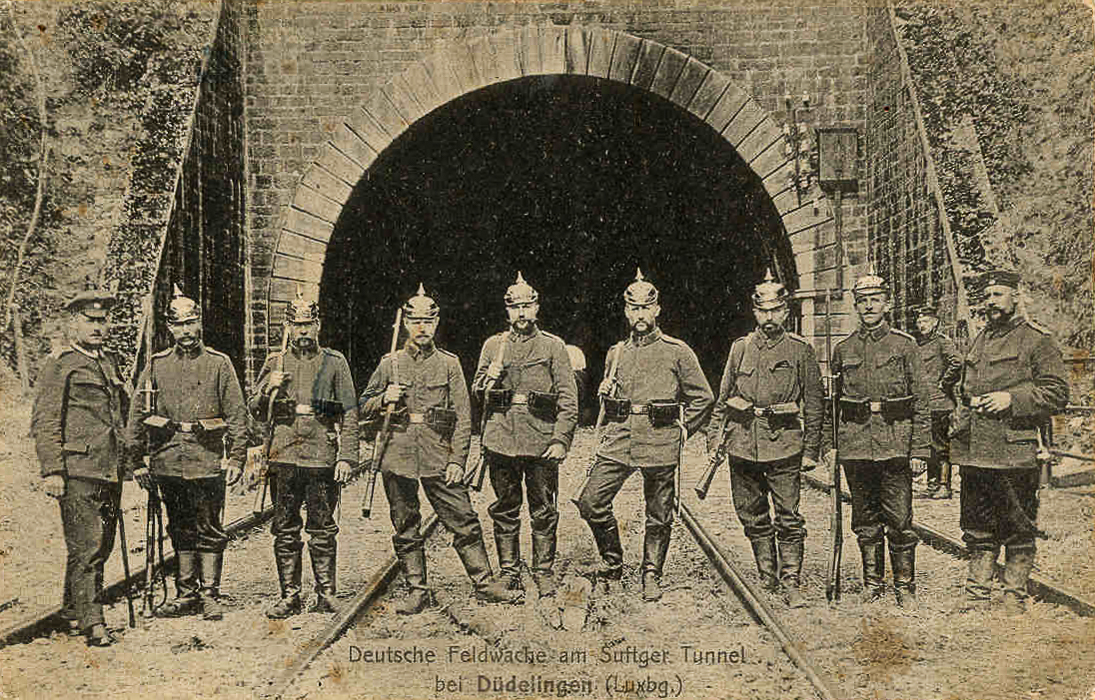
Erster Weltkrieg: Deutsche Feldwache am Suftger Tunnel bei Düdelingen.

Die Feldwachen waren die kleinsten geschlossenen Abteilungen der Vorposten.
Sie sicherten sich ihrerseits durch vorgeschobene Doppelposten (bei der Kavallerie die so genannten Vedetten) und Unteroffiziersposten. Die unmittelbare Sicherung des ruhenden Teils der Feldwachen erfolgte über die Schnarrposten oder ebenfalls durch Doppelposten.
Die Feldwachen der Infanterie hatten die Stärke eines halben oder ganzen Zuges, bei der Kavallerie betrug die Stärke regelmäßig einen ganzen Zug.